# Alien vs. Predator
Alien vs. Predator (conocida como Alien vs. Depredador en Hispanoamérica) es una película de ciencia ficción dirigida por Paul W. S. Anderson, producida por 20th Century Fox y estrenada en 2004. La película es heredera de la influencia de las series cinematográficas iniciadas con las películas Alien (1979) y Predator (1987), a partir de un concepto originado en un cómic de Dark Horse de 1989 y pasando por un videojuego de 1994. Anderson, Dan O'Bannon y Ronald Shusett escribieron la historia mientras que Anderson y Shane Salerno adaptaron el guion. Estuvieron influidos por la mitología azteca, la serie de cómics y los escritos de Erich von Däniken.
Ambientada en 2004, la película sigue a un grupo de paleontólogos, arqueólogos y otros, reunidos por el multimillonario Charles Bishop Weyland (Lance Henriksen) para una expedición cerca de la Antártida para investigar una señal de calor misterioso. Weyland espera para reclamar como suyo el hallazgo, y su grupo descubre una pirámide debajo de la superficie de una abandonada estación de caza de ballenas. Los jeroglíficos y esculturas revelan que la pirámide es un coto de caza para los Depredadores que matan a los Aliens como un rito de pasaje. Los seres humanos están atrapados en medio de una batalla entre las dos especies y tratan de evitar que los Aliens lleguen a la superficie.

## Argumento
En 2004, un satélite artificial descubre en la isla noruega Bouvetoya, frente a la Antártida, un foco de calor procedente de lo que parece una antigua pirámide sepultada bajo el hielo. Charles Bishop Weyland, presidente de la corporación Weyland Industries y propietario del satélite, decide reunir a un grupo de expertos para ir a investigarlo, contratando a la guía ártica Alexa "Lex" Woods, al arqueólogo Sebastian DaRosa y al ingeniero químico Graeme Miller, junto con varios otros técnicos, arqueólogos y mercenarios con el objetivo de llegar a la isla lo más pronto posible y reclamar la pirámide como su descubrimiento antes que alguna otra organización que haya detectado la señal se les adelante.
Lex se muestra en desacuerdo con los métodos del millonario, debido a la negativa de Weyland de permitir entrenar a la tropa durante tres semanas e incluso amenaza con renunciar, pero es convencida por Graeme y Sebastian. Una vez iniciado el viaje, el equipo se establece en un viejo pueblo ballenero fantasma cuyos habitantes desaparecieron misteriosamente hace un siglo. Aunque calculan que tardarán días en perforar un túnel que llegue a la pirámide, al inspeccionar el pueblo abandonado descubren que alguien excavó un túnel en el hielo y que esto fue realizado en las últimas 24 horas antes de su llegada a pesar de que no existe alguna tecnología humana que pueda hacerlo. Mientras el grupo se prepara para el descenso Lex descubre que Weyland está gravemente enfermo y por lo mismo está tan determinado con la expedición, pues la ve como una manera de dejar su legado.
Al descender por el túnel el equipo consigue comprobar la presencia de la pirámide y entran en la misma, activando en el progreso un dispositivo que despierta a una enorme reina xenomorfo que permanecía cautiva en congelación y que comienza a desovar. El equipo llega hasta lo que parece una cámara de sacrificios, donde encuentran momias de milenios de antigüedad con los pechos perforados de dentro afuera y unas inscripciones que hablan de una "cacería". Mientras tanto, tres yautjas (Celtic, Chopper y Scar según los créditos) son enviados a la pirámide y eliminan a todos los trabajadores que se encontraban en el pueblo. En la pirámide, el equipo se separa para analizar otra sala bajo la cámara de sacrificios, descubriendo un antiguo sarcófago cerrado por un mecanismo codificado con el calendario azteca. Tras abrirlo, el equipo encuentra en su interior tres armas de energía pertenecientes a los yautja; pero, cuando los hombres de Weyland las quitan, a pesar de las advertencias de Sebastian, la pirámide inicia su funcionamiento y su estructura cambia, formando un laberinto que separa a los miembros del equipo y transporta los huevos de xenomorfo hasta la cámara de sacrificios donde se hallaban una parte de los científicos, quienes son infestados. 
Con la pirámide cambiando de forma cada diez minutos, los miembros del equipo intentan salir, pero son atacados por los xenomorfos incubados en los cuerpos de sus compañeros, capturando a varios miembros incluyendo a Graeme. Los yautja emboscan al equipo para recuperar sus armas, eliminando fácilmente a los demás con excepción de Weyland, Lex y Sebastian. Durante el fragor del enfrentamiento, Chopper intenta matar a Alexa, pero un xenomorfo, apodado Grid, lo asesina. Celtic entabla una feroz batalla con el alien, atravesando varias cámaras en el proceso y atrapando a Grid en una red, pero cuando el depredador se prepara para rematarlo, la sangre ácida de Grid le permite liberarse y elimina rápidamente al yautja.
Mientras tanto, Scar rastrea a Weyland, Alexa y Sebastian; el millonario decide sacrificarse enfrentando al yautja para dar tiempo a sus compañeros de escapar, pero Scar rechaza enfrentarlo ya que su mal estado de salud lo convierte en una presa deshonorable. Sin embargo, Weyland lo ataca inflamando el oxígeno de su respirador como un lanzallamas casero y Scar termina por asesinarlo.
Cuando sucede una nueva reconfiguración de la pirámide Scar queda atrapado en una cámara donde corta en dos un abrazacaras y luego decapita a un xenomorfo por lo que usa su sangre para marcarse como un adulto. De la misma forma Alexa y Sebastián son atrapados en la cámara contigua en espera de la nueva reconfiguración para huir. Inadvertidamente para los humanos, un atrapacaras ataca a Scar quien está concentrado en su ritual del sangrado. Sebastian comprende que para los alienígenas es la prueba de madurez de su raza y que los tres cazadores son jóvenes llevado a cabo el rito para ser reconocidos como adultos.
Al traducir los símbolos de las paredes, Sebastián descubre que los yautjas habían visitado a los humanos desde tiempos remotos y les habían enseñado los fundamentos de la civilización a las primeras culturas, a cambio de sacrificios humanos para engendrar xenomorfos con los que pudieran cumplir su prueba en pirámides construidas para ello, en caso de ganar eran recibidos por su gente como adultos, pero si eran derrotados o si la cacería se salía de control, antes de morir usaban sus detonadores para vaporizar a los xenomorfos, la pirámide y todo en un radio de varios kilómetros con tal de no dejar ningún rastro. Alexa comprende que Scar no está interesado en los humanos y razona que su mejor opción es devolverle el cañón para que controle a los xenomorfos y que a cambio los ayude a buscar una salida.
En otro sector de la pirámide, Graeme despierta tras ser atrapado por los xenomorfos y se descubre prisionero en un nido lleno de huevos y cadáveres de sus compañeros. En ese momento un atrapacaras eclosiona y se dirige hacia él, pero con gran esfuerzo logra recuperar la pistola de uno de sus compañeros y matar al parásito, sin embargo docenas de atrapacaras eclosionan y el científico muere matando la mayor cantidad de criaturas que le es posible.
Para cuando Alexa y Sebastian salen de la cámara, son perseguidos por un xenomorfo y se ven obligados a atravesar un pozo, pero Sebastian es atrapado por Grid mientras Alexa intenta no caer al vacío. Desolada, Alexa se encuentra con Scar, pero antes que la ataque le devuelve el arma de energía mientras murmura: "El enemigo de mi enemigo es mi amigo". En ese momento, son atacados por xenomorfos que Scar repele con su cañón, excepto uno que Alexa mata con la lanza del cazador ganando así su respeto; cuando Alexa le exige a Scar que la ayude a salir, el yautja le fabrica una lanza y un escudo con el exoesqueleto del xenomorfo que ella asesinó y comienzan a buscar una salida de la pirámide. Por su parte, Grid y su camada llegan hasta la cámara de la reina y la liberan de sus ataduras; ésta, enfurecida, se desprende de su ovipositor y sale en busca de Scar y Alexa.
Cuando ambos llegan al nido, encuentran a Sebastian infectado por un atrapacaras y su compañera se ve obligada a matarlo con la última bala del arma de Graeme, no sin antes hacerla jurar que hará todo lo posible por evitar que los xenomorfos se escapen de la pirámide. Scar inmediatamente activa el brazalete de autodestrucción de su muñeca y lo lanza entre los restantes huevos para terminar la cacería que ahora esta fuera de control. En su escape de la pirámide, ambos son atacados por Grid y el resto de los xenomorfos, haciendo que Scar pierda su cañón; pero la bomba detona y la pirámide se desintegra en la explosión y una buena parte del pueblo, matando a los xenomorfos y permitiendo a Scar y Alexa escapar por poco en un ascensor hasta la superficie.
Ya en la superficie, Scar se despoja de su máscara y realiza la marca de madurez de su tribu en el rostro de Alexa, reconociéndola así como un igual. Pero súbitamente, la reina xenomorfo emerge del hielo y los ataca. Scar utiliza sus armas arrojadizas para contenerla, pero la reina lo derriba y se dispone a acabar con él; Alexa carga con sus armas contra la herida abierta por el yautja en el cuello de la reina y consigue alejarla, aunque el enorme alienígena se recupera y la arrincona contra una vieja torre de agua. Scar vuelve y clava su lanza en el cráneo del xenomorfo, lo que la distrae el tiempo suficiente para que Alexa y él aten una de las cadenas arrastradas por la reina al depósito y lo empujen por una pendiente hacia el mar congelado para deshacerse de ella; pero al empujarlo, no logra caer. En ese instante, la reina atraviesa a Scar con su cola, levantándolo frente a ella; en un último intento, Alexa empuja con fuerza el depósito, logrando que la reina suelte a Scar y sea arrastrada al profundo mar helado.
Con el último de los yautja muerto, súbitamente la nave nodriza yautja se hace visible en el lugar y varios depredadores cargan el cuerpo de Scar a bordo, mientras su líder, Elder, descubre que la joven ha recibido la marca del clan y en reconocimiento le regala su lanza. Ya en la nave, el cuerpo de Scar es puesto en un altar fúnebre y dejado solo. Entonces, inesperadamente, el revientapechos de un predalien surge de su torso.

## Elenco
- Sanaa Lathan - Alexa Woods
- Lance Henriksen - Charles Bishop Weyland
- Raoul Bova - Sebastian De Rosa
- Ewen Bremner - Graeme Miller
- Colin Salmon - Maxwell "Max" Stafford
- Tommy Flanagan - Verheiden
- Joseph Rye - Connors
- Agathe de La Boulaye - Rousseau
- Carsten Norgaard - Quinn
- Liz May Brice - Selene
- Glenn Conroy - Técnico
- Karima Adebibe - Doncella sacrificada
- Sam Troughton - Thomas "Tom" Parkes
- Ian Whyte - "Scar", Chopper y Celtic.
- Tom Woodruff, Jr. - Alien, "Grid"
- Petr Jákl - Stone
- Pavel Bezdek - Bass
- Kieran Bew - Klaus
- Carsten Voigt - Mikkel
- Jan Filipensky - Boris
- Adrian Bouchet - Sven
- Eoin McCarthy - Karl
- Andy Lucas - Juan

## Producción

### Orígenes
El concepto de Alien vs Predator fue originado en el cómic de mismo nombre de 1989 y se insinuó en un cráneo de Alien, cuando apareció en una vitrina a bordo de la nave Yautja en Depredador 2. El guion fue escrito por Peter Briggs en 1990-1991, que se basa en la serie de historietas en primer lugar. En 1991 se lanzó con éxito de 20th Century Fox, propietaria de la franquicia de películas, aunque la empresa no quería seguir adelante con el proyecto. Un proyecto redactado por James DeMonaco y Kevin Fox fue rechazado por el productor John Davis, que esperaba dar a la película un enfoque original.
Al haber seis productores entre las franquicias de las películas, Davis tuvo dificultades para asegurar los derechos, ya que los productores estaban preocupados por una película que incluyera las dos criaturas. Paul W. S. Anderson presentó a Daves una historia en la que había trabajado durante ocho años y le mostró arte conceptual creado por Randy Bowen. Impresionado con la idea de Anderson, Davis pensó que la historia era como Tiburón en que "simplemente te atrae, te atrae". Anderson comenzó a trabajar en la película después de completar el guion de Resident Evil: Apocalypse, con Shane Salerno como coguionista. Salerno tardó seis meses en escribir el guion de rodaje, terminar su desarrollo y se quedó para la revisión durante toda la producción de la película.

### Historia
En las primeras ideas la historia se desarrollaba con seres humanos que trataban de atraer a los Depredadores con los huevos de Alien, aunque se desechó la idea. Influenciado por el trabajo de Erich von Däniken, Anderson investigó las teorías de von Däniken sobre la forma en que creía que las primeras civilizaciones fueron capaces de construir pirámides con la ayuda de los extraterrestres, una idea elaborada a partir de mitología azteca. Anderson tejía estas ideas en Alien vs Predator, que describe un escenario en el que los Predators enseñaron a construir las pirámides. Para explicar cómo estas antiguas civilizaciones "desaparecieron sin dejar rastro", a Anderson se le ocurrió la idea que los Depredadores, abrumados por los xenomotfos, utilizarían su autodestrucción de armas para matar todo en la zona.
La novela En las montañas de la locura de H. P. Lovecraft publicada en 1931 sirvió de inspiración para la película, y varios elementos de la serie de cómics Aliens vs Predator fueron incluidos. El guion inicial de Anderson incluía la aparición de cinco depredadores en la película, pero luego el número fue reducido a tres.
Como Alien vs Predator es una secuela de la saga Depredador y una precuela de la serie Alien, Anderson fue cuidadoso de no contradecir la continuidad en las franquicias. Eligió situar la película en la remota isla antárticonoruega de Bouvet, comentando "es definitivamente el entorno más hostil en la Tierra y probablemente lo más cercano a una superficie extraterrestre que puedes conseguir". Anderson pensó que ambientar la película en un entorno urbano como Nueva York rompería la continuidad con la serie Alien, ya que la protagonista, Ellen Ripley, no tenía conocimiento que las criaturas existieran. "No puedes tener a un alien corriendo por la ciudad ahora, porque se hubiera escrito sobre ello y todo el mundo lo hubiera sabido. Así que no hay nada en esta película que contradiga nada que ya exista".

### Elenco

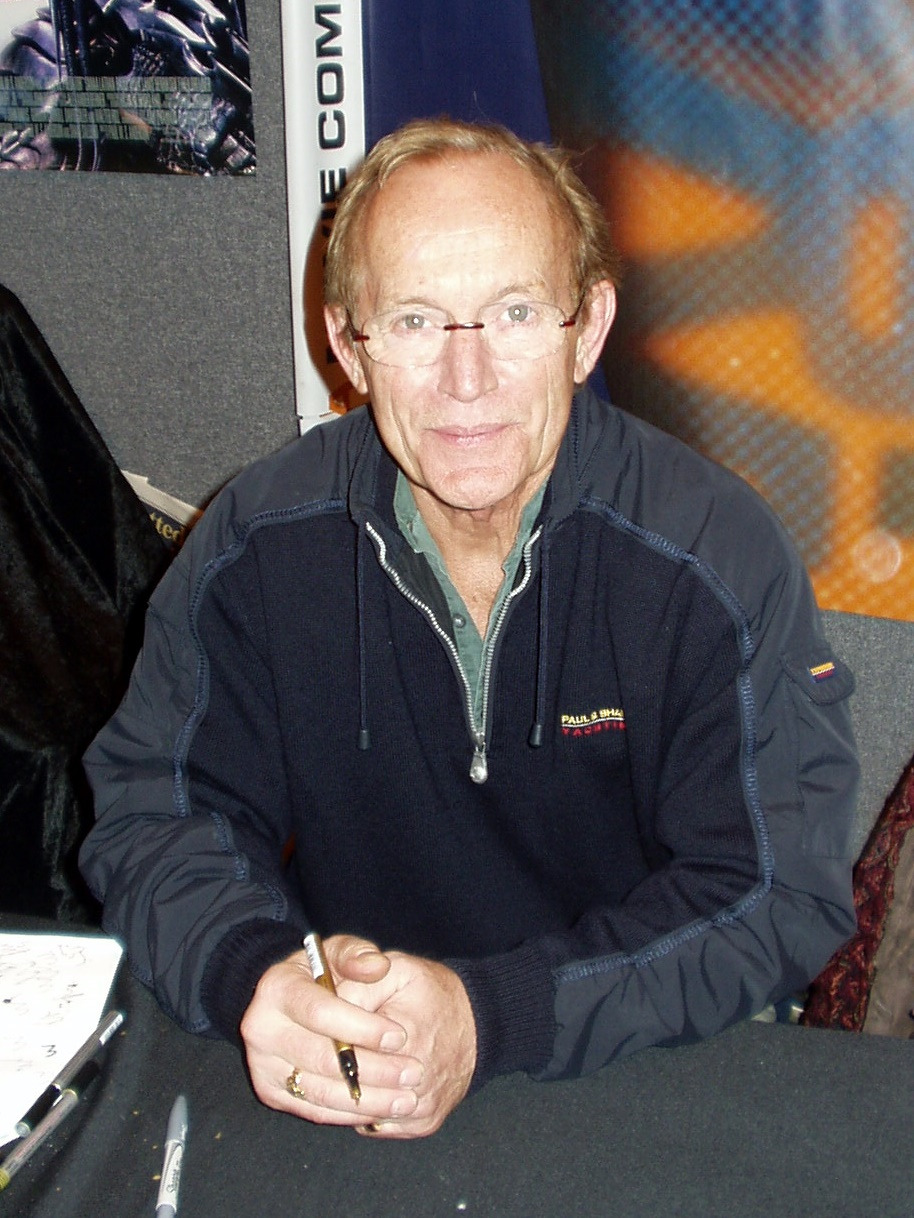
Lance Henriksen fue el primero en ser parte del elenco de Alien vs Predator como Anderson quería mantener la continuidad de la serie Alien.

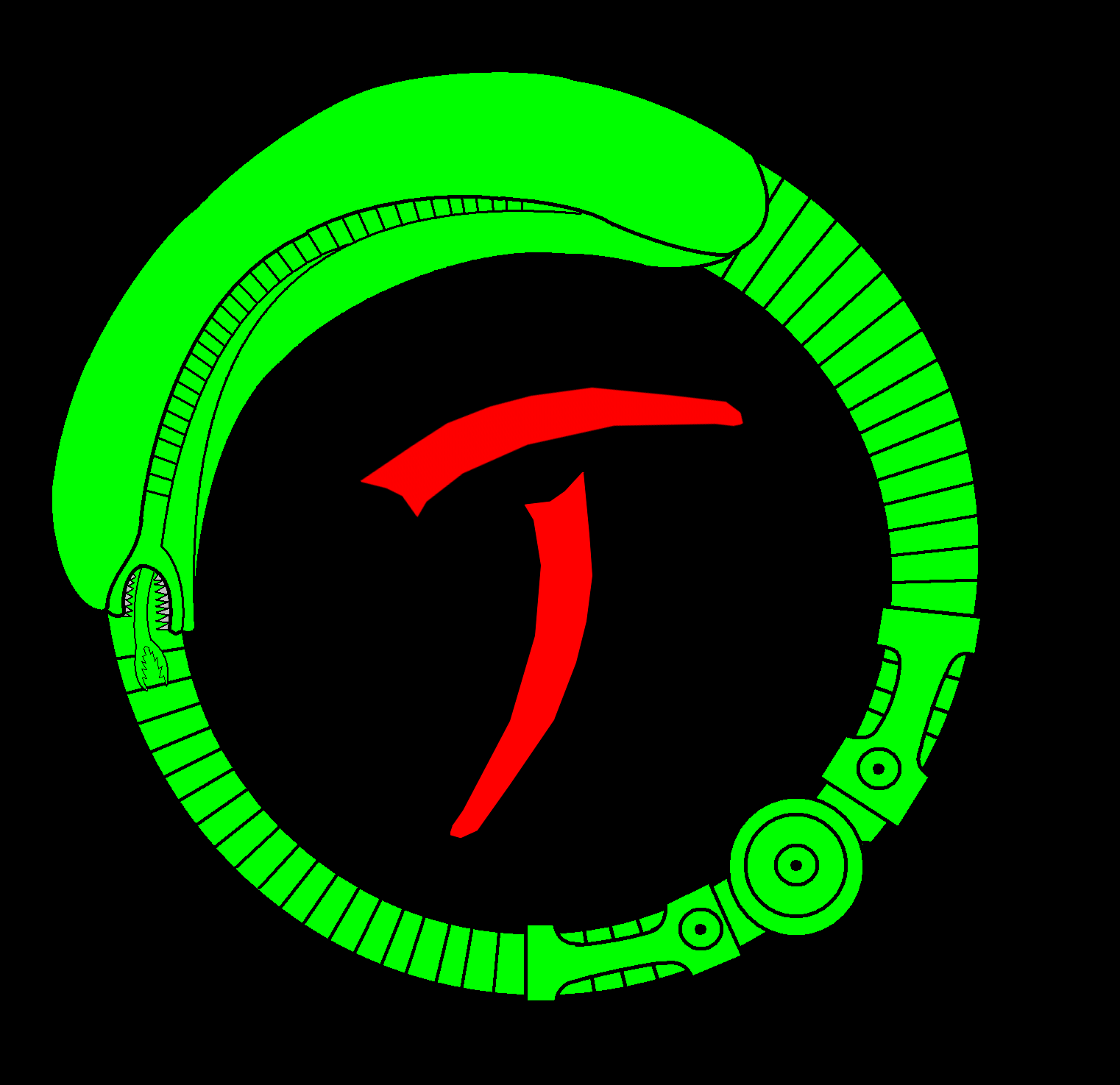
Logo de AvP, creado a partir de una marca de madurez Yautja dentro de un Xenomorfo.

El primer actor en formar parte del elenco en Alien vs Predator fue Lance Henriksen, quien interpretó el personaje de Bishop en Aliens y Alien 3. Aunque la película de Alien está hecha 150 años en el futuro, Anderson quería mantener la continuidad de la serie incluyendo un actor conocido. Henriksen interpreta al millonario Charles Bishop Weyland, un personaje relacionado con Weyland-Yutani Corporation. De acuerdo con Anderson, Weyland inicia con el descubrimiento de la pirámide, así como el creador de los modelos androides de Weyland-Yutani Corporation en la película Alien después; "cuando el androide de Bishop es creado 150 años después, está hecho con la cara del creador. Es como si Microsoft construyera un androide 100 años después, y que tuviese la cara de Bill Gates."
Anderson optó por escoger un elenco europeo incluyendo al actor italiano Raoul Bova, Ewen Bremner de Escocia, y el actor inglés Colin Salmon. El productor Davis dijo "hay un sabor internacional en el elenco, lo que le da a la filmación bastante carácter." Varios cientos de actrices asistieron a las audiciones para formar parte del elenco como la heroína Alexa Woods. Sanaa Lathan fue seleccionada, y una semana después voló a Praga para iniciar la filmación. Los cineastas sabían que habría comparaciones con la heroína de Alien, Ellen Ripley. Por lo que no quería un clon del personaje, pero sí deseaban que fuese similar mientras añadía algo diferente.
Anderson explicó en una entrevista que Arnold Schwarzenegger estaba dispuesto a repetir el mismo personaje de Major Alan "Dutch" Schaeffer, que interpretó en Predator en un cameo. Pero solo si perdía en la reelección, con la condición que la película se filmara en su propia residencia. Sin embargo, Schwarzenegger ganó la elección con 48.58% de los votos, por lo que no estaba disponible para participar en Alien vs. Predator. La actriz Sigourney Weaver, quien interpretó el papel de Ellen Ripley en la serie Alien, dijo que estaba contenta de no participar en la película, ya que la posibilidad de un crossover fue "la razón por la que quería que mi personaje muriese en primer lugar", y pensaba que el concepto "sonaba horrible".

### Filmación y diseño del set
La producción empezó a finales de 2003 en Barrandov Studios ubicado en Praga, República Checa, donde la mayoría de la filmación tuvo lugar. El diseñador de producción Richard Bridgland estaba encargado de los sets, la utilería y los vehículos, basándose en un temprano diseño de concepto que Anderson había creado, con el cual se daba una amplia dirección de cómo se vería todo el equipo. De 25 a 30 escenarios de tamaño natural fueron construidos en Barrandov Studios, muchos de los cuales eran interiores de la pirámide. El tamaño de la pirámide, las esculturas y los jeroglíficos, tuvieron influencia de civilizaciones egipcias, camboyanas y Aztecas; mientras que los cambios continuos de los cuartos de la pirámide fueron hechos para crear un ambiente claustrofóbico, similar a la película original de Alien. De acuerdo con Anderson, si hubiesen construido el set en Los Ángeles hubieran tenido un costo de 20 millones de dólares. Sin embargo, en Praga costó solamente 2 millones de dólares, un factor importante cuando el presupuesto de la película era menor a 50 millones.
Efectos miniaturas en tercera escala a gran altura fueron creadas para darle a la filmación un toque de realismo, siendo mejor que depender de una imagen generada por computadora (en inglés computer generated imagery o CGI). Para la estación miniatura de caza de ballenas y los sets de tamaño natural, se usaron más de 700 bolsas de nieve artificial (cerca de 15 a 20 toneladas). Un rompehielos en miniatura de 4.5 metros con luces artificiales y radar de movimiento mecánico fue creado con un costo aproximado de 37 mil dólares y tomó 10 semanas en crearlo. El productor de efectos visuales, Arthur Windus, aseguró que las miniaturas fueron beneficiosas para el proceso de filmación: "Con los gráficos computerizados, es necesario gastar mucho tiempo para hacerlo real. Con las miniaturas, tú grabas y allí está." La estación de caza de ballenas en miniatura fue creada en varios meses. Se diseñó de tal manera que el modelo pudiese colapsar y luego ser reconstruido, lo que permitió una toma beneficiosa de seis segundos que requería otra toma.

### Lema
El lema de la película, originalmente, iba a ser "su guerra, nuestro mundo", pero al final decidieron elegir "gane quien gane, nosotros perdemos". El lema original fue utilizado para la película Transformers.

## Edición en DVD
La película fue estrenada en DVD el día 25 de enero de 2005, meses después, el 22 de noviembre de ese año, fue editada la versión sin censura (unrated) que incluye 8 minutos de escenas reintegradas al metraje de la película.

### Versión cinematográfica
Solo estuvo disponible en ediciones de 1 disco, en sus versiones widescreen y fullscreen.
| Material Extra - Comentario de Paul W. S. Anderson, Lance Henriksen y Sanaa Lathan - Comentario de Alec Gillis, van diesel Jr. y John Bruno - Inicio alternativo - Detrás de cámaras - Escenas eliminadas - Tráileres y avances - Cómic de Darkhorse: AVP | Material Extra Disco 1 - Versión de cine y versión extendida. - Comentario de Paul W. S. Anderson, Lance Henriksen y Sanaa Lathan (solo versión de cine). - Comentario de Alec Gillis, Tom Woodruff Jr. y John Bruno (solo versión de cine). - Opción para marcar las escenas añadidas. | Material Extra Disco 2 - "AVP: El Inicio" Pre-Production - "ADI Workshop" - Galería de Storyboard - Arte Conceptual - AVP Producción - Posproducción: Efectos Visuales - "Aliens vs Predator: El Cómic" - "Monstruos en Miniatura" por Todd McFarlane - AVP HBO Especial - Tráileres & Más! |

### Versión extendida
Edición de 2 discos, solamente disponible en versión widescreen. Las secuencias anteriormente eliminadas en esta versión son parte integral del film:
- Como prólogo del film se ve en 1904, en la Isla Bouvetoya un trabajador del pueblo ballenero establecido en la isla es perseguido por un yautja (Depredador), el hombre se esconde en una dependencia pero es encontrado y el yautja se dispone a matarlo. En ese preciso momento, descubre un xenomorfo (Alien) merodeando dentro de la habitación justo un instante antes que este lo ataque.
- Cuando el personal de Weyland descubre las lecturas percibidas por el satélite, un empleado trae pizzas para almorzar a sus compañeros y se descubre el lema de la Corporación Weyland: Construyendo un mejor futuro (Building a better future).
- Luego de encontrar una tapa de Pepsi Cola en la excavación y antes de ser contactados por Weyland, Sebastián junto a su socio y amigo Thomas "Tom" Parkes fracasan en convencer a su patrocinador de financiar un posible hallazgo en medio de ruinas aztecas.
- Al llegar a la Antártida, Sebastián y Tom planean usar las ganancias para financiar su expedición mientras Graeme conoce a Mark Verheiden que lo obliga a bajarse de una de las máquinas para excavar en la nieve.
- En una pequeña cámara adjunta a la cámara de sacrificios Graeme y Sebastian encuentran restos de cráneos humanos, varios de ellos arrancados limpiamente por un yautja y un abrazacaras fosilizado al que confunden con una especie de escorpión a lo que Alexa responde que ese ambiente es hostil para que hubiese un escorpión. A su vez escuchan los ruidos de la Reina Alien pero creen que es el ruido del frío por los pasillos de la pirámide.
- Graeme encerrado con Verheiden terminan trabando amistad mientras Weyland se cuestiona sobre las armas robadas a los yautja y Max le reclama la muerte de uno de los mercenarios.
- Los yautja llegan a la sala situada debajo de la cámara de sacrificios donde encuentran el sarcófago sin sus armas de energía por lo que deciden buscarlas separándose por tres distintos pasadizos.
- Cuando Weyland es asesinado por Scar, Sebastian y Alexa presencian la escena hasta que Sebastian dice a Alexa que huyan.
- Mientras Sebastian lee el origen de la pirámide en los símbolos de las paredes para Alexa, también le explica que los yautjas que vieron en la pirámide son en realidad adolescentes que debían ganar sus armas y superar esa prueba para ser considerados adultos en su especie.
- Mientras Scar fabrica armas para Alexa juega con el cadáver del xenomorfo que ella mató mostrándole el esófago retráctil que posee.

## Lanzamiento en DVD
Alien vs. Predator fue lanzado en Norteamérica el 25 de enero de 2005.[ El DVD contenía dos audios de comentarios. El primero presentaba a Paul W. S. Anderson, Lance Henriksen y Sanaa Lathan, mientras que el segundo incluía al supervisor de efectos especiales John Bruno, y los fundadores ADI, Alec Gillis y Tom Woodruff. Una presentación de 25 minutos de "Making of" y una galería Dark horse, portada del cómic Dark Horse AVP fueron incluidas en las presentaciones especiales, junto con tres escenas borradas de la película. En el lanzamiento, Alien vs. Predator debutó como el número 1 en la lista de ventas Top DVD y Top Video Rental en Norteamérica.
En marzo de 2005 fue lanzada "Extreme Edition", edición de dos discos, que contenía material extra detrás de la creación de las escenas, preproducción, producción, posproducción y licencias del filme. Una versión sin censura ("Unrated Edition") fue lanzada el 22 de noviembre de 2005, que contenía las mismas presentaciones especiales de la "Extreme Edition", así como ocho minutos extra de material de la película. John J. Puccio de "DVD Town" explicó que el material adicional contenía "un poco más de disparos con sangre, gore, intestinos y un montón de cosas espaciales y pequeños detalles que conectan el asunto para ayudarnos a seguir el argumento mejor, pero ninguno a grandes cantidades" La película fue lanzada en Blu-ray el 23 de enero de 2007 en Norteamérica.

## Premios y nominaciones

### BMI Film & TV Awards
| Año  | Categoría            | Nominados                       | Resultado |
| ---- | -------------------- | ------------------------------- | --------- |
| 2005 | BMI Film Music Award | Harald Kloser Alien vs Predator | Ganadores |

### Golden Graals
| Año  | Categoría                  | Nominados                     | Resultado |
| ---- | -------------------------- | ----------------------------- | --------- |
| 2005 | Attori italiani all’estero | Raoul Bova Alien vs. Predator | Ganadores |

### Golden Schmoes Awards
| Año  | Categoría                          | Nominación        | Resultado   |
| ---- | ---------------------------------- | ----------------- | ----------- |
| 2004 | WORST MOVIE OF THE YEAR            | Alien vs Predator | Nominada    |
| 2004 | BIGGEST DISAPPOINTMENT OF THE YEAR | Alien vs Predator | Subcampeona |

## Recepción y críticas
La película fue estrenada el 13 de agosto de 2004, en América del Norte y recibió en su mayor parte críticas negativas de los críticos de cine y fue candidata a los premios Razzie de ese año a peor adaptación o secuela. Algunos elogiaron los efectos especiales y escenografía, mientras que otros rechazaron la película por su "diálogo de madera" y "personajes de cartón". Sin embargo, Alien vs Predator fue un éxito en taquillas, recaudando más de 172 millones de dólares en contra de su presupuesto de producción de $ 60 millones, convirtiéndola en el filme más exitoso de la saga de Predator y el segundo más taquillero de la saga de Alien solo por detrás de Aliens (1986). El éxito comercial de la película dio lugar a una secuela en 2007 titulada Aliens vs. Predator: Requiem.